# Глебово (Орехово-Зуевский район)
Гле́бово — деревня в Орехово-Зуевском муниципальном районе Московской области. Входит в состав сельского поселения Новинское. Население — 20 чел. (2010).

## География
Деревня Глебово расположена в западной части Орехово-Зуевского района, примерно в 16 км к югу от города Орехово-Зуево. В 1,5 км к востоку от деревни протекает река Студенка. Высота над уровнем моря 123 м. Ближайшие населённые пункты — деревня Радованье и Стенино.

## История
В 1926 году деревня являлась центром Глебовского сельсовета Запонорской волости Орехово-Зуевского уезда Московской губернии.
С 1929 года — населённый пункт в составе Куровского района Орехово-Зуевского округа Московской области, с 1930-го, в связи с упразднением округа, — в составе Куровского района Московской области. В 1959 году, после того как был упразднён Куровской район, деревня была передана в Орехово-Зуевский район.
До муниципальной реформы 2006 года Глебово входило в состав Новинского сельского округа Орехово-Зуевского района.

## Население
В 1926 году в деревне проживало 230 человек (101 мужчина, 129 женщин), насчитывалось 58 хозяйств, из которых 57 было крестьянских. По переписи 2002 года — 35 человек (16 мужчин, 19 женщин).
| 1926 | 2002 | 2006 | 2010 |
| ---- | ---- | ---- | ---- |
| 230  | ↘35  | ↘30  | ↘20  |